# Computer to film
Pour les articles homonymes, voir CTF.
Le computer-to-film (CTF, ordinateur vers film) ou flashage de film est un procédé d'impression dans lequel un périphérique informatique insole des films destinés à la fabrication des plaques offset (formes imprimantes pour les presses offset), à partir d'un fichier numérique envoyé d'un poste de travail. 
Ce périphérique est appelé computer-to-film, comme le procédé lui-même, ou flasheuse de film. 
Le flashage est ainsi une étape intermédiaire entre la PAO et l'impression finale.

## Déroulement de l'opération

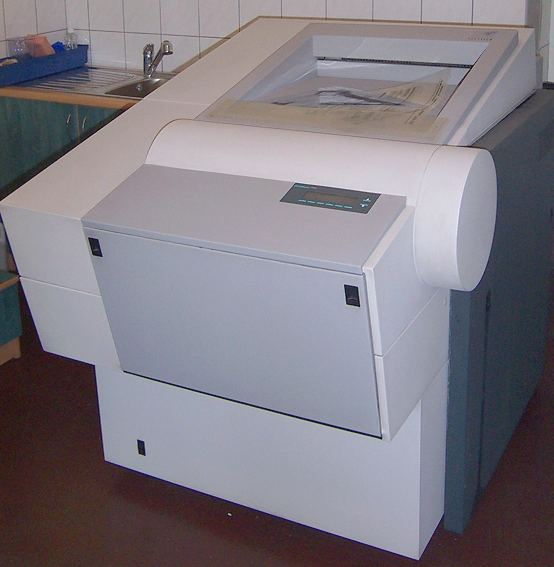
Flasheuse ScanView DotMate5000.

Les fichiers PAO sont préparés sur ordinateur sous des logiciels tels qu'Adobe InDesign, Quark Xpress, LaTeX, etc. Ces logiciels génèrent un fichier PostScript.
Ce fichier PostScript est dirigé vers le RIP (Raster Image Processor), le plus souvent logiciel, qui interprète le fichier et convertit les valeurs numériques des quatre couleurs qui composent la quadrichromie (ou plus si nécessaire) en valeurs tramées « bitmap ». Le RIP est parfois intégré à l'unité d'écriture.
Cette image dite rastérisée (anglicisme) est envoyée à l'unité d'écriture (la flasheuse). Cette dernière permet la réalisation des films à très forte densité (densité du noir supérieure à 4) et à très haut contraste, nécessaires à la réalisation de la forme imprimante (la plaque) par l'imprimeur.
Les flasheuses argentiques utilisent un laser émettant dans le spectre visible pour insoler un film photosensible. Un développement chimique est alors nécessaire. Cependant la flasheuse est généralement reliée en direct à une développeuse automatique ce qui permet d'obtenir directement les films.
Les flasheuses thermiques insolent des films par thermoimpression en évitant le développement chimique, ce qui limite l'impact sur l'environnement.

## Caractéristiques des images générées
La matrice composant l'image est généralement de 2 400 dpi mais peut aller de 1 200 dpi à 2 540 dpi, parfois plus pour certains travaux demandant une finesse extrême (fiduciaire, billets de banque, timbres-poste, etc.).
L'image obtenue, dite tramée, est constituée d'une multitude de points de trame dont les valeurs s'échelonnent entre 1 % et 100 %. Ce sont ces différentes valeurs de la trame qui détermineront à l'impression les nuances pour chacune des quatre couleurs. La linéature de la trame (ou espace entre deux lignes de points) détermine la finesse ou résolution de l'image. Des linéatures entre 133 et 300 lignes par pouce sont généralement utilisées pour la plupart des travaux. La trame est invisible à l'œil nu ; un compte-fils est nécessaire pour l'observer. Les affiches en grand format utilisent fréquemment des linéatures de 40 à 60 lignes par pouce et la trame est alors visible à l'œil (de très près).

## Déclin
La technologie computer-to-film est désormais délaissée au profit de la technologie computer-to-plate (CTP), qui permet d'obtenir directement les formes imprimantes (plaques) sans passer par le film. En effet on n'insole plus un film photosensible mais directement la plaque offset qui sera montée sur le cylindre porte-plaque de la presse. Le CTP permet d'obtenir une plaque de haute qualité et de limiter l'impact sur l'environnement (diminution ou suppression des rejets argentiques).
Cependant certains imprimeurs ont toujours besoin de films (imprimeurs en sérigraphie, flexographie, gravure, tampographie) ; ceux-ci peuvent se tourner vers les flasheuses thermiques pour éviter les rejets chimiques.